# Destutia olivata
Destutia olivata är en fjärilsart som beskrevs av Barnes och Mcdunnough 1916. Destutia olivata ingår i släktet Destutia och familjen mätare. Inga underarter finns listade i Catalogue of Life.